# ستيفي ريتشاردز
ستيفي ريتشاردز (بالإنجليزية: Stevie Richards)‏ هو مصارع محترف أمريكي، ولد في 9 أكتوبر 1971 في فيلادلفيا في الولايات المتحدة.

## وصلات خارجية
- ستيفي ريتشاردز على موقع دبليو دبليو إي (الإنجليزية)
- ستيفي ريتشاردز على موقع CageMatch worker (الإنجليزية)
- ستيفي ريتشاردز على موقع قاعدة بيانات المصارعة على الإنترنت (الإنجليزية)
- ستيفي ريتشاردز على موقع عالم المصارعة على الإنترنت (الإنجليزية)
- ستيفي ريتشاردز على موقع عالم المصارعة على الإنترنت (الإنجليزية)

- الموقع الرسمي
- ستيفي ريتشاردز على موقع IMDb (الإنجليزية)
- ستيفي ريتشاردز على موقع قاعدة بيانات الفيلم (الإنجليزية)